# هونگ میونگ-بو
هونگ میونگ-بو (کره‌ای: 홍명보؛ زاده ۱۲ فوریهٔ ۱۹۶۹) بازیکن فوتبال سابق و سرمربی فعلی تیم ملی فوتبال  کره جنوبی 
است.
وی سابقه ۱۳۶ بازی و ۱۰ گل ملی در تیم ملی فوتبال کره جنوبی دارد.